# Egocentrism
Egocentrism är en persons oförmåga att på ett korrekt sätt identifiera och skilja sina egna behov eller idéer från omvärlden (inklusive andra människor och perspektiv) så att egocentrikerns eget perspektiv per automatik uppfattas som det "enda" eller det "enda korrekta". Inom utvecklingspsykologi innebär egocentrism barnets inledande oförmåga att föreställa sig något annat än det egna perspektivet.
En person anses vara egocentrisk saknar exempelvis ofta vilja eller förmåga att sätta sig in i en annan persons känslor. Egocentrikern uppfattar det som att endast dennes idéer har något värde (eftersom den övriga världen i det närmaste uppfattas som intellektuellt eller känslomässigt obetydlig eller "ickelevande") men får inte nödvändigtvis något nöje eller bättre självkänsla för det. 
Ett annat ord för egocentrism är självcentrering, som i vardagsspråk oftast syftar till beteendet att något mer tillfälligt vara överdrivet fokuserad på sin personbild, sina upplevelser och sina känslor.[källa behövs]
En mer allvarlig psykisk störning som ofta förväxlas med egocentrism och egotism(en) är narcissistisk personlighetsstörning.